# Milan Pešák
Milan Pešák (22. dubna 1963 Přerov – 22. března 2023) byl český politik, v letech 2010 až 2016 senátor za obvod č. 19 – Praha 11 a člen ODS.

## Vzdělání, profese a rodina
V roce 1982 odmaturoval na gymnáziu pro zrakově postiženou mládež na pražských Vinohradech. Mezi lety 1986–1990 studoval dálkově Fakultu řízení Vysoké školy ekonomické v Praze, ale kvůli pracovním povinnostem ji nedokončil. V letech 2000–2006 vystudoval speciální pedagogiku na Pedagogické fakultě Masarykovy univerzity v Brně. V roce 2008 složil rigorózní zkoušku na Pedagogické fakultě Univerzity Karlovy v Praze.
V letech 1982–1990 pracoval jako programátor ve Výrobním podniku META Praha. Po sametové revoluci přešel do Výrobního družstva nevidomých Spektra, časem však začal částečně pracovat na živnostenský list až do roku 1992. Roku 1989 spoluzakládal Českou unii nevidomých a slabozrakých, kterou z pozice prezidenta řídil v letech 1994–1996. Roku 1996 se Česká unie nevidomých a slabozrakých sloučila se Společností nevidomých a slabozrakých a tak vznikla Sjednocená organizace nevidomých a slabozrakých České republiky, kde v letech 1996–2006 působil jako prezident. V roce 2006 se stal čestným prezidentem této společnosti. V roce 2000 prosadil vznik krajských organizací s názvem TyfloCentrum, aby působily v každém kraji jako poskytovatel sociálních služeb pro zrakově postižené občany. V roce 2001 mu byla ministrem zdravotnictví udělena výroční cena za práci ve prospěch zdravotně postižených za mimořádné zásluhy o rozvoj svépomocných aktivit zrakově postižených občanů v ČR. V období 1994–2003 zasedal ve Vládním výboru pro zdravotně postižené občany. Od roku 2005 pracoval jako OSVČ.
Byl ženatý, měl dceru Hanu a syna Jana a tři vnoučata, Vítka, Háňu a Medu.

## Politická kariéra
V roce 2002 vstoupil do ODS.
Mezi lety 2002–2010 zasedal v Zastupitelstvu Prahy 11, ve volbách 2010 kandidoval až na 15. místě a nebyl zvolen. V letech 2006 – 2010 zasedal v Zastupitelstvu hlavního města Prahy, kde působil jako radní pro zdravotnictví.
V senátních volbách 2010 získal 26,20 % v prvním kole, v druhém kole získal 56,70 %, porazil tak Ladislava Kárského (ČSSD). Jednalo se o prvního nevidomého senátora. Mezi své priority před volbami řadil nový zákon o rehabilitaci a zjednodušení sociálních služeb.